# Naval Air Station Key West

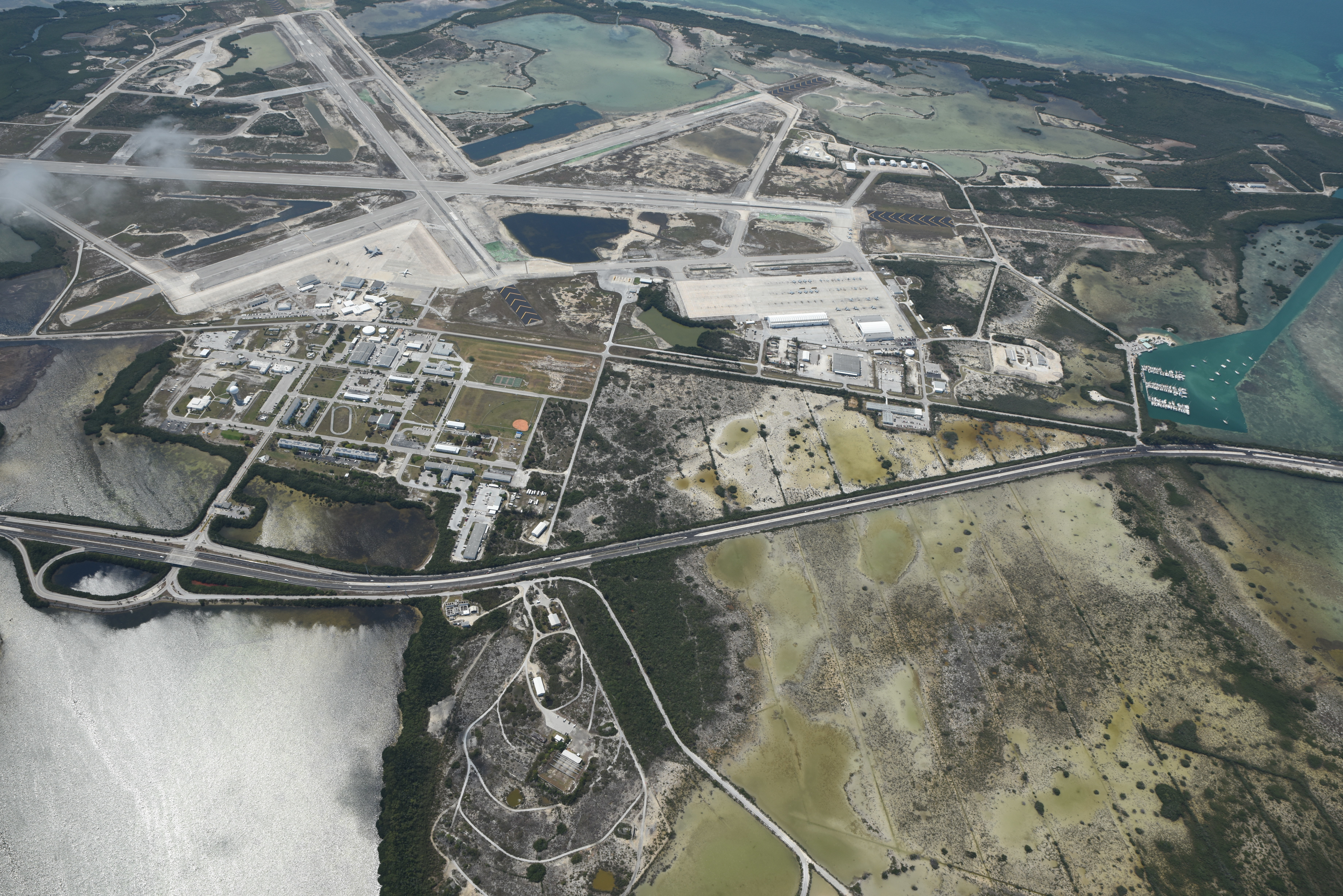
Widok z powietrza na bazę Naval Air Station Key West

Naval Air Station Key West (NAS Key West) – najdalej na południe wysunięta baza lotnictwa wojskowego US Navy (i Stanów Zjednoczonych w ogóle) na terytorium USA. Położona na wyspie i w mieście Key West w hrabstwie Monroe County w archipelagu Florida Keys, 90 mil (144 km) na północ od Hawany na Kubie i 150 mil (240 km) na południe od Miami na Florydzie. Zasięgiem swoich operacji lotniczych obejmuje obszar archipelagu, obszar Zatoki Meksykańskiej oraz zachodniego, środkowego Atlantyku na południe od obszaru objętego obszarem operacyjnym bazy lotniczej Homestead Air Reserve Base.
NAS Key West jest miejscem stacjonowania jednostek:
- Fighter Composite Squadron 111 (VFC-111),
- Strike Fighter Squadron 106 (VFA-106) Detachment,
- Caribbean Region Operations Center (CARIBROC),
- Naval Security Group Activity Key West,
- Air Force's 6947th Electronic Security Squadron (6947 ESS),
- U.S. Army's 749th Military Intelligence Company,
- U.S. Army Special Forces Waterborne Operations Division (SFWOD),
- Joint Interagency Task Force East (JIATF – East).

Dwie pierwsze z tych jednostek, wyposażone są w samoloty F-15 Eagle i F/A-18 Hornet.